# Rijksbeschermd gezicht Amersfoort
Gezicht Amersfoort is een van rijkswege beschermd stadsgezicht in Amersfoort in de Nederlandse provincie Utrecht. De procedure voor aanwijzing werd gestart op 14 juli 1981. Het gebied werd op 23 januari 1984 definitief aangewezen. Het beschermd gezicht beslaat een oppervlakte van 64,9 hectare.
Panden die binnen een beschermd gezicht vallen krijgen niet automatisch de status van beschermd monument. Wel zal de gemeente het bestemmingsplan aanpassen om nieuwe ontwikkelingen in het gebied te reguleren. De gezichtsbescherming richt zich op de stedenbouwkundige en cultuurhistorische waardering van een gebied en wil het toekomstig functioneren daarvan veiligstellen.